# Endiandra
Endiandra es un género de aproximadamente 100 especies de plantas, principalmente árboles en la familia Lauraceae. Tienen una amplia distribución en todo el sudeste de Asia, Australia y en el oeste de Océano Pacífico. 
En Australia, a menudo se utilizan como pantalla, debido a la espesa fronda de varias de sus especies. Algunas de las especies están en peligro de extinción de Australia, por ejemplo, Endiandra globosa y Endiandra floydii. 

## Especies
- Endiandra discolor
- Endiandra globosa
- Endiandra floydii
- Endiandra sieberi
- Endiandra pubens
- Endiandra palmerstonii